# Estação transmissora da IRIB
Estação transmissora da IRIB (em persa: فرستنده صداوسيما – Farstandeh-ye Şedā va Sīmā) é um lugar povoado e estação transmissora da República Islâmica do Irã de Radiodifusão (IRIB), no distrito rural de Bahmanshir-e Shomali, no condado de Abadan, na província de Khuzistão, Irã.
Segundo o censo de 2006, sua população era de 17 habitantes, em 5 famílias.